# Mazaeras melanopyga
Mazaeras melanopyga är en fjärilsart som beskrevs av Walker 1869. Mazaeras melanopyga ingår i släktet Mazaeras och familjen björnspinnare. Inga underarter finns listade i Catalogue of Life.